# Bermudo I av Asturien
Bermudo I av Asturien, död 797, var kung av Asturien mellan 788 och 791.